# 大元聖政国朝典章
『大元聖政国朝典章』（だいげんせいせいこくちょうてんしょう）は、中国元代に政府が編纂した政治書。略称は元典章（げんてんしょう）。第5代カアンクビライから第9代シデバラまでの約60年間に行われた地方統治、経済、軍事、法令について記載されており、裁判等での判例としても使用された。『元史』に記載されていない情報も書かれている。
まず始めに出された正集60巻は、分詔令（1巻）、聖政（2巻)、朝綱（1巻）、台綱（2巻）、吏部（8巻）、戸部（13巻）、礼部（6巻）、兵部（5巻）、刑部（19巻）、工部（3巻）の計10門、373目という構成で、1260年から1320年までの情報が記載されている。その後に出された『新集至治条例』は典章部分に関する増補であり、国典、朝綱、吏、戸、礼、兵、刑、工の8門から成り、1322年までの情報が書かれている。現存するのは元代の福建で作られたものであり、台北の国立故宮博物院にある。しかし奥付等が無いために正確な刊行年は不明である。
清代の1908年、董康が北京法律学堂から復刻しているが（沈刻本）誤字誤植が極めて多く、1931年に陳垣が作った『元典章校補』10巻を参照しなければ読めない。1976年に国立故宮博物院から写真複写版が出版されている（元刻影印本）。